# Rosja na Zimowej Uniwersjadzie 2009
Rosję na Zimowej Uniwersjadzie 2009 w Harbinie reprezentowało 181 zawodników.

## Kadra

### Łyżwiarstwo figurowe
- Elina Achmietwalejewa
- Alona Anfimowa
- Artur Bałasznikow
- Konstantin Biezmatiernych
- Jekatierina Bobrowa
- Artiom Borodulin
- Witalij Butikow
- Aleksandr Enbiert
- Adiedla Galullina
- Riegina Gaszigulina
- Katarina Gierboldt
- Kristina Gorszkowa
- Aleksandra Ijewlewa
- Sofia Kowalowa
- Ksienija Krasilnikowa
- Marija Kriworotowa
- Arina Martynowa
- Konstantin Mieńszow
- Julia Mokiejewa
- Renata Nasibullina
- Anna Niekratowa
- Ksienija Ozierowa
- Olesia Pawłowa
- Irina Praskanowa
- Jekatierina Romanyczewa
- Jekatierina Rublewa
- Ajgul Szawalejewa
- Iwan Szefier
- Ksienija Smirnowa
- Dmitrij Sołowjow
- Daria Timoszczuk
- Anżela Ultriwanowa
- Anna Ulanowa
- Władimir Uspienkij
- Irina Wasilewa
- Sanija Jarullina

### Hokej na lodzie
- Aleksiej Biełow, Jewgienij Biełuchin, Wadim Biernikow, Artiom Bulanski, Pawieł Doronin, Dienis Fachrutdinow, Emil Garipow, Azat Kalimullin, Andriej Kolesnikow, Konstantin Kulikow, Konstantin Mładin, Kiriłł Pietrow, Wiaczesław Siełujanow, Dienis Siergiejew, Ilja Susłoparow, Wasilij Tokranow, Dimitrij Cybin, Marat Walullin, Radik Zakijew, Wadim Żelobniuk, Siergiej Zuboriew, Dmitrij Ziuzin – turniej mężczyzn

### Short track
- Jekatierina Biełowa
- Olga Bielakowa
- Siemion Jelistratow
- Nina Jewtiejewa
- Jewgienij Kozulin
- Wiaczesław Kurginian
- Olga Maskajkina
- Walerija Potiomkina
- Siergiej Prankiewicz
- Ilsiar Szarafutdinowa
- Andriej Szłapnikow
- Rusłan Zacharow

### Łyżwiarstwo szybkie
- Jekatierina Abramowa
- Irina Arszynowa
- Paweł Bahajew
- Artiom Biełousow
- Igor Bogolubskij
- Maksim Bosienko
- Dmitrij Diemianiszyn
- Aleksiej Jesin
- Olga Graf
- Siergiej Grajzstow
- Anton Kaszyn
- Michaił Koczniew
- Kristina Kuleszowa
- Jelena Kurbatowa
- Jekatierina Lokojanowa
- Natalia Perszakowa
- Jelena Rudina
- Aleksandr Rumiancew
- Wiktorija Rusalewa
- Aleksiej Sacharow
- Jekatierina Szychowa
- Timofiej Skopin
- Anna Smirnowa
- Łada Zadonskaja

### Curling
- Jekatierina Antonowa
- Nkieiruka Eziech
- Margarita Fomina
- Jekatierina Gałkina
- Ludmiła Priwiwkowa

### Narciarstwo alpejskie
- Irina Anfierowa
- Jekatierina Arcybyszewa
- Marija Czeriepanowa
- Anastasija Czircowa
- Michaił Iwanow
- Walerija Nadiej
- Jewgienij Pinajew
- Głafira Zujewa

### Biegi narciarskie
- Julia Czekalewa
- Roman Czekalin
- Aleksiej Czernousow
- Denis Gławackich
- Natalia Ilina
- Nikołaj Chochriakow
- Olga Kuziukowa
- Ilija Maszkow
- Walentina Nowikowa
- Anna Slepowa
- Siergiej Turyszew
- Jelena Turyszewa
- Denis Wołotka
- Artiom Żmurko

### Skoki narciarskie
- Pawieł Jeriemiejewskij
- Roman Gornostajew
- Anton Kaliniczenko
- Siergiej Kożewnikow
- Emil Mulukow
- Dmitrij Sporynin
- Aleksiej Wostriecow

### Kombinacja norweska
- Michaił Barinow
- Paweł Bazarow
- Jurij Ijust
- Damir Chisiettdinow
- Ilja Lebiediew
- Dmitrij Matwiejew
- Aleksandr Nikiforow
- Andriej Smirnow

### Snowboard
- Elena Alekhina
- Anastasia Asanova
- Anton Belayev
- Inna Besova
- Yuliya Boyarintseva
- Daria Groznova
- Anastasia Ivanova
- Vitaly Kartsev
- Olga Kel
- Anton Koprivitsa
- Konstantin Kotov
- Viktor Kulikov
- Dmitry Mindrul
- Nikolay Olyunin
- Dmitry Shalmanov
- konstantin Shipilov
- Alexandra Vetoshikina

### Biathlon
- Siergiej Bałandin
- Nadieżda Czastina
- Natalia Jegoszina
- Jewgienij Garaniczew
- Artiom Gusiew
- Maksim Ichsanow
- Marina Korowina
- Wiktor Kriwankow
- Anna Kunajewa
- Anastasija Kuzniecowa
- Irina Maksimowa
- Aleksandr Ogarkow
- Jewgienija Siedowa
- Oleg Szełkowienko
- Anna Sorokina
- Aleksiej Trusow

### Narciarstwo dowolne
- Aleksandr Bondar
- Artiom Daniłow
- Wioletta Kowalska
- Władimir Lebiediew
- Julija Liwinska
- Siergiej Możajew
- Anton Sannikow
- Jurij Szapkin
- Wiktorija Struk
- Anna Zukal